# Ferdinand d’Orléans, duc d’Alençon

Ferdinand d’Orléans, duc d’Alençon

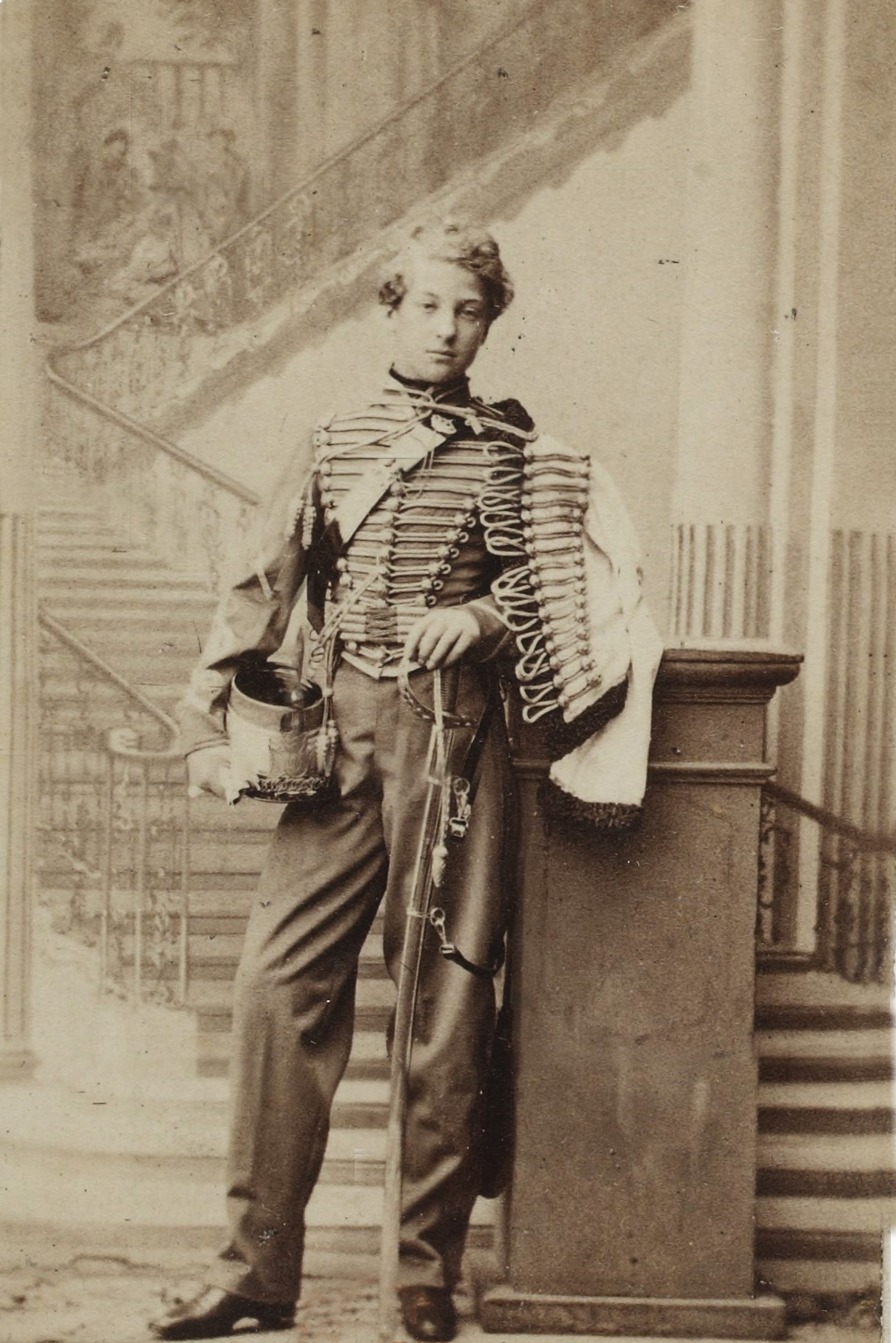
Ferdinand d’Orléans, duc d’Alençon, 1861.

Ferdinand Philipp Marie Herzog von Alençon (* 12. Juli 1844 in Neuilly-sur-Seine; † 29. Juni 1910 in Wimbledon) war ein Mitglied des Hauses Orléans.

## Leben
Ferdinand wurde als zweiter Sohn des Herzogs von Nemours und seiner Frau, der deutschstämmigen Prinzessin Viktoria von Sachsen-Coburg-Saalfeld-Koháry, Tochter des Herzogs von Sachsen-Coburg-Saalfeld-Koháry, geboren. Er war ein Enkel des Bürgerkönigs Louis Philippe, der seit 1830 König von Frankreich war, den Thron jedoch nach Ausrufung der Republik im Jahre 1848 verlor. Die Familie Orléans ging ins Exil nach England, wo Ferdinand den größten Teil seiner Kindheit und Jugend verbrachte. Im Alter von 13 Jahren verlor er seine Mutter, die kurz nach der Geburt ihres vierten Kindes völlig überraschend starb.
Ferdinand heiratete am 28. September 1868 in der Schlosskapelle von Possenhofen Herzogin Sophie Charlotte in Bayern, die im Jahr zuvor mehrere Monate lang mit König Ludwig II. von Bayern verlobt gewesen war. Sophie Charlotte war die jüngste Schwester von Kaiserin Elisabeth ("Sisi") von Österreich, womit der Herzog von Alençon der Schwager von Kaiser Franz Joseph I. wurde. Aus der Ehe gingen zwei Kinder hervor:
- Louise Victoire (1869–1952), ⚭ Alfons von Bayern, Sohn Adalberts von Bayern
- Philippe Emanuel (1872–1931), ⚭ Henriette Marie von Belgien

Als seine Frau sich Anfang des Jahres 1887 von ihm scheiden lassen wollte, um einen bürgerlichen Arzt zu heiraten, befürwortete der Herzog von Alençon die Einweisung von Sophie Charlotte in ein Sanatorium, unter dem Hinweis, sie leide an "Moral insanity". Insgesamt verbrachte Herzogin Sophie Charlotte von Alençon über sieben Monate in dem Sanatorium Maria Grün des Psychiaters Richard von Krafft-Ebing, bevor sie wieder als "geheilt" entlassen wurde und zu ihrem Mann zurückkehrte.
1890 erwarb Ferdinand Schloss Mentlberg bei Innsbruck, da er sich als begeisterter Jäger gerne in Tirol aufhielt. Er ließ 1905 den Ansitz im Stil der Loireschlösser umbauen. Mit seiner Gattin Sophie weilte der Herzog oft in Mentlberg. Dessen prunkvoller Einrichtungsstil kann noch heute besichtigt werden: So existiert im Klo & So Sanitärmuseum in Gmunden eine komplette Badezimmer-Ausstattung mit Echtgold-Auflage aus dem Schloss. Diese wurde 1905 bei der Firma Bridarolli  bestellt, aber nie eingebaut.